# Ghada Chreim Ata
Pour les articles homonymes, voir Ata (patronyme).
 (avril 2020).
Si vous disposez d'ouvrages ou d'articles de référence ou si vous connaissez des sites web de qualité traitant du thème abordé ici, merci de compléter l'article en donnant les références utiles à sa vérifiabilité et en les liant à la section « Notes et références ».
Ghada Chreim Ata (en arabe : غادة شريم), née le 30 septembre 1968 à Zahlé au Liban, est une femme politique libanaise et professeur de littérature française à l'université libanaise. 
Elle est ministre des Déplacés au sein du gouvernement de Hassan Diab de 2020 à 2021.

## Biographie
Ghada Chreim est née le 30 septembre 1968 à Zahlé au Liban. Elle poursuit son parcours académique à l'Université libanaise.      
Elle obtient un doctorat en littérature française en 2000. Elle est professeur de littérature française à l'Université libanaise et a dirigé la faculté des Lettres et des Sciences humaines (section IV) de 2013 à 2016. Elle a également occupé le poste de superviseur de la rédaction du magazine Fairuz.   
Ghada Chreim milite pour la participation des femmes à la vie politique à travers une page Facebook, ainsi que pour les droits de l'Homme et la justice sociale.
Le 21 janvier 2020, sur proposition du président Michel Aoun, elle est nommée ministre des personnes déplacées au sein du gouvernement d'Hassan Diab,